# Alipij (Kozolij)
Alipij (světským jménem: Anatolij Vasylovyč Kozolij; 27. října 1971, Kalynivka  – 16. listopadu 2021) byl ukrajinský duchovní Ukrajinské pravoslavné církve Moskevského patriarchátu a metropolita džankojský a rozdolenský.

## Život
Narodil se 27. října 1971 ve vesnici Kalynivka Kyjevské oblasti.
Po střední škole absolvoval povinnou vojenskou službu a roku 1991 nastoupil na Oděský duchovní seminář. Během studia byl 11. září 1993 postřižen na monacha. Dne 26. září jej arcibiskup simferopolský a krymský Lazar (Švec) rukopoložil na jerodiákona a 3. října na jeromonacha. Po studiu v semináři pokračoval ve studiu na Kyjevských duchovních školách.
Roku 2006 byl povýšen na igumena a začal přednášet morální teologii na Tavrickém duchovním semináři. O tři roky později byl povýšen na archimandritu.
Dne 9. září 2009 jej Svatý synod Ukrajinské pravoslavné církve zvolil biskupem džankojským a rozdolenským. Biskupská chirotonie proběhla 14. února 2010 v Kyjevskopečerské lávře. Hlavním světitelem byl metropolita kyjevský a celé Ukrajiny Volodymyr (Sabodan).
Dne 17. srpna 2016 byl povýšen na arcibiskupa a ve stejný den roku 2019 na metropolitu.
Zemřel 16. listopadu 2021 na vážnou chorobu. Pohřben byl v Pokrovském katedrálním chrámu v Džankoji.